# Сваринь
Сваринь (біл. Сварынь) — село в Білорусі, у Дорогичинському районі Берестейської області. Орган місцевого самоврядування — Радостівська сільська рада.

## Географія
Розташоване над Білозірським каналом, за 47 км від Дорогичина та за 125 км від Ковеля.

## Історія
У часи входження до складу Російської імперії належало до Леликівської волості Ковельського повіту.
У 1921 році село входило до складу гміни Леликове Каширського повіту Поліського воєводства Польської Республіки.
В околицях села активно діяло українське підпілля. У 1941—1944 роках німці спалили в селі 191 двір і вбили 118 мешканців.

## Населення
За переписом населення Білорусі 2009 року чисельність населення села становило 650 осіб.
Наприкінці XIX століття в селі налічувалося 86 домів і 443 мешканці.
За даними перепису населення Польщі 1921 року в селі налічувалося 151 будинок та 823 мешканці, з них:
- 403 чоловіки та 420 жінок;
- 799 православних, 1 римо-католик, 23 юдеї;
- 85 українців (русинів), 636 «тутейших», 102 поляки.